# Antidesmeae
Antidesmeae es una tribu de la familia Phyllanthaceae. Comprende 5 subtribus y 19 géneros.
- Subtribu Antidesminae
  - Géneros:Antidesma - Baccaurea - Celianella - Hieronyma - Leptonema - Thecacoris
- Subtribu Porantherinae:

Oreoporanthera
Poranthera
Subtribu Scepinae:

Apodiscus
Aporosa
Ashtonia
Distichirhops
Jablonskia
Maesobotrya
Nothobaccaurea
Protomegabaria
Richeria
Subtribu Spondianthinae

Spondianthus
Subtribu Uapacinae

Uapaca